# 内房線
内房線（うちぼうせん）は、千葉県千葉市中央区の蘇我駅から同県木更津市の木更津駅を経由して同県鴨川市の安房鴨川駅へ至る、東日本旅客鉄道（JR東日本）の鉄道路線（幹線）である。本項では内房線の前身である房総西線についても記述する。
なお、運転系統としての「内房線」は外房線の千葉駅 - 蘇我駅間を含めた千葉駅 - 安房鴨川駅間となっている（後述）。

## 概要
千葉市から東京湾沿いに房総半島の西岸（東京湾側）に沿って南下し、太平洋沿岸の鴨川市に至る路線。蘇我駅で外房線から分岐し、安房鴨川駅で再び外房線に接続する。なお、千葉駅から安房鴨川駅までの距離（営業キロ）は、内房線経由より外房線勝浦駅経由の方が29.9 km短い。
全線が直流電化されているが、国土地理院鹿野山測地観測所の近傍区間については、直直デッドセクション方式（通電区間を数km単位に細分化し、それぞれの通電区間に1変電所を設置。通電区間毎に絶縁する方式）によって観測に影響が出ないよう対策をとっている。
蘇我駅 - 君津駅間は複線区間となっており、列車の本数も比較的多く、東京都区部や神奈川県内と直通運転する快速列車なども運行されている（外房線、横須賀・総武快速線、京葉線を経由）。一方で君津駅以南は単線区間で列車本数は少なくなるが、行楽需要が増える休日には、南房総と新宿駅を結ぶ特急列車「さざなみ」や、自転車を持ち込める「BOSO BICYCLE BASE」が運転される
全線が旅客営業規則の定める大都市近郊区間の「東京近郊区間」、およびIC乗車カード「Suica」の首都圏エリアに含まれている。

### 路線データ
- 管轄（事業種別）：東日本旅客鉄道（第一種鉄道事業者）
- 路線距離（営業キロ）：蘇我駅 - 木更津駅 - 安房鴨川駅間 119.4 km[6]
- 軌間：1067 mm
- 駅数：30（起終点駅含む）[6]
  - 内房線所属駅に限定した場合、外房線所属の蘇我駅[7]が除外され、29駅となる。
- 複線区間：蘇我駅 - 君津駅間
- 電化区間：全線（直流1500 V）
- 閉塞方式：（複線および単線）自動閉塞式
- 保安装置：ATS-P
- 最高速度：
  - 蘇我駅 - 君津駅間 120 km/h
  - 君津駅 - 安房鴨川駅間 95 km/h
- 運転指令所：千葉総合指令室（千葉駅 - 木更津駅間：内房指令、木更津駅 - 館山駅間：内房指令・CTC、館山駅 - 安房鴨川駅間：外房指令・CTC）[8]
  - 準運転取扱駅（入換時は駅が信号を制御）：蘇我駅、木更津駅、館山駅、安房鴨川駅

全線が千葉支社の管轄である。

## 歴史
房総半島を一周する鉄道のうち、東京湾側の鉄道として1912年（明治45年）に蘇我駅 - 姉ケ崎駅間が木更津線（きさらづせん）として開業したのが始まりである。以後、小刻みに延伸を繰り返し、1919年（大正8年）に安房北条駅（現在の館山駅）まで達したところで北条線（ほうじょうせん）と改称し、その後1925年（大正14年）に安房鴨川駅に達して、現在の内房線の区間が全通した。
1929年（昭和4年）には、房総半島の東側で建設されていた房総線が安房鴨川駅まで延伸され、北条線を編入の上、千葉駅 - 大網駅 - 安房北条駅 - 木更津駅 - 蘇我駅間が房総線（ぼうそうせん）とされた。1933年（昭和8年）には再び蘇我駅 - 木更津駅 - 安房鴨川駅間が房総西線（ぼうそうさいせん）として分離され、1972年（昭和47年）に現在の内房線に改称された。
1950年（昭和25年）の夏には、太平洋戦争後初の海水浴客向けの臨時列車「潮風」を運行する。以後、夏期は各地から房総西線（内房線）へ向けて臨時列車が数多く運行された。1963年（昭和38年）と1964年（昭和39年）の夏には、車両不足を補うために当時未電化であった房総西線に電車も入線させた。電車は千葉駅でパンタグラフを畳み、ディーゼル機関車の牽引によって館山駅まで運行された。

### 年表
- 1912年（明治45年・大正元年）
  - 3月28日：木更津線 蘇我駅 - 姉ケ崎駅間が開業[9]。
  - 8月21日：姉ケ崎駅 - 木更津駅間が延伸開業[9]。
- 1915年（大正4年）1月15日：木更津駅 - 上総湊駅間が延伸開業[9]。
- 1916年（大正5年）10月11日：上総湊駅 - 浜金谷駅間が延伸開業[9]。
- 1917年（大正6年）8月1日：浜金谷駅 - 安房勝山駅間が延伸開業[9]。
- 1918年（大正7年）8月10日：安房勝山駅 - 那古船形駅間が延伸開業[9]。
- 1919年（大正8年）5月24日：那古船形駅 - 安房北条駅（現在の館山駅）間延伸開業。同時に北条線に改称[9]。
- 1921年（大正10年）6月1日：安房北条駅 - 南三原駅間が延伸開業[9]。
- 1922年（大正11年）12月20日：南三原駅 - 江見駅間が延伸開業[9]。
- 1924年（大正13年）7月25日：江見駅 - 太海駅間が延伸開業[9]。
- 1925年（大正14年）7月11日：太海駅 - 安房鴨川駅間が延伸開業[9]。
- 1926年（大正15年）6月16日：竹岡駅が開業[9]。
- 1927年（昭和2年）5月20日：千歳仮停車場が開業[9]。
- 1929年（昭和4年）4月15日：房総線が安房鴨川駅まで延伸され全通。北条線が房総線に編入[9]。
- 1930年（昭和5年）8月1日：千歳仮停車場が千歳駅として開業[9]。
- 1933年（昭和8年）4月1日：房総線の蘇我駅 - 安房鴨川駅間が房総西線に分離[9]。
- 1935年（昭和10年）7月1日：気動車運転開始（蘇我駅 - 木更津駅間）[12]。
- 1941年（昭和16年）11月20日：巌根駅が開業[9]。
- 1946年（昭和21年）3月1日：安房北条駅が館山駅に改称[9]。
- 1947年（昭和22年）1月10日：長浦駅が開業[9]。
- 1954年（昭和29年）10月1日：1往復を除き、全列車が気動車化。1時間間隔のパターンダイヤを導入[10]。
- 1956年（昭和31年）4月10日：周西駅が君津駅に改称。
- 1964年（昭和39年）
  - 7月1日：蘇我駅 - 浜野駅間が複線化および自動信号化。
  - 9月20日：浜野駅 - 八幡宿駅間が複線化および自動信号化。
- 1965年（昭和40年）
  - 2月1日：全線にATS-Sを導入[13]。
  - 7月4日：八幡宿駅 - 五井駅間が複線化および自動信号化。
- 1966年（昭和41年）7月8日：五井駅 - 上総湊駅間が自動信号化。
- 1967年（昭和42年）3月18日：上総湊駅 - 館山駅間が自動信号化。
- 1968年（昭和43年）
  - 5月26日：五井駅 - 長浦駅間が複線化[10]。
  - 7月13日：房総東線千葉駅 - 蘇我駅 - 木更津駅間が電化[10]。中野駅 - 木更津駅間で中央・総武緩行線の101系電車を用いた快速列車が運行開始
- 1969年（昭和44年）
  - 3月20日：長浦駅 - 楢葉駅（現在の袖ケ浦駅）間が複線化。
  - 5月31日：館山駅 - 千倉駅間が自動信号化。
  - 7月10日：館山駅行き135列車さよなら運転（C57-105号機牽引）、蒸気機関車牽引の旅客列車の定期運用がなくなる。
  - 7月11日：木更津駅 - 千倉駅間が電化[10]。
- 1970年（昭和45年）
  - 3月18日：楢葉駅 - 木更津駅間が複線化[14]。
  - 3月24日：木更津駅 - 君津駅間が複線化[10]。
- 1971年（昭和46年）
  - 6月8日：千倉駅 - 安房鴨川駅間が自動信号化。
  - 7月1日：千倉駅 - 安房鴨川駅間が電化[10]。
- 1972年（昭和47年）
  - 7月1日：館山駅 - 安房鴨川駅間に 列車集中制御装置 (CTC) が導入される。
  - 7月15日：内房線に改称。183系電車を使用した特急「さざなみ」が運転開始[10]。
  - 7月15日：総武本線の錦糸町駅 - 東京駅間が開業し、総武快速線が開業。101系使用の快速に代わり総武快速線直通列車が運行開始。
- 1974年（昭和49年）3月31日：楢葉駅が袖ケ浦駅に改称[10]。
- 1982年（昭和57年）11月15日：木更津駅 - 安房鴨川駅間の貨物営業廃止[15]。
- 1985年（昭和60年）3月14日：君津駅 - 館山駅間が CTC 化。
- 1986年（昭和61年）11月1日：蘇我駅 - 木更津駅間の貨物営業廃止。
- 1987年（昭和62年）4月1日：国鉄分割民営化により東日本旅客鉄道（JR東日本）が承継[10]。
- 1990年（平成2年）3月10日：京葉線全線開業により、京葉線経由東京駅までの直通運転開始[16]。
- 1997年（平成9年）3月22日：君津駅 - 安房鴨川駅間の普通列車が全て禁煙となる[17]。
- 2001年（平成13年）
  - 2月4日：蘇我駅 - 巌根駅間で ATS-P 使用開始。
  - 3月18日：巌根駅 - 君津駅間で ATS-P 使用開始。
  - 11月18日：当時の東京近郊区間に当たる蘇我駅 - 君津駅間で、ICカード「Suica」サービス開始。
- 2004年（平成16年）10月16日：特急「さざなみ」にE257系500番台電車が投入。
- 2006年（平成18年）9月3日：木更津駅 - 君津駅間が CTC 化、君津駅 - 館山駅間の CTC 装置が更新。蘇我駅 - 館山駅間で 自動進路制御装置（PRC）が導入。
- 2008年（平成20年）9月27日：君津駅 - 館山駅間で ATS-P 使用開始。
- 2009年（平成21年）
  - 3月14日：君津駅 - 安房鴨川駅間が東京近郊区間に組み込まれ、同時にICカード「Suica」サービス開始[18]。
  - 10月1日：209系電車2000番台・2100番台が運用開始[19]。
- 2010年（平成22年）
  - 2月10日：館山駅 - 安房鴨川駅間の外房線 CTC および PRC 装置更新。外房線PRC型自動放送が九重駅 - 安房鴨川駅間で導入。
  - 2月28日：館山駅 - 安房鴨川駅間で ATS-P 使用開始。
  - 9月27日：天皇・皇后の千葉県訪問（第65回国民体育大会視察など）に伴うE655系（特別車両 E655-1 を含む6両編成）使用のお召し列車が、館山駅から京葉線経由で東京駅間に運転される[20]。
- 2012年（平成24年）11月22日：江見駅 - 太海駅間にある山生橋梁が土木学会選奨土木遺産に認定される[21][22]。
- 2013年（平成25年）10月16日：台風26号の影響で上総湊駅 - 竹岡駅間の湊川橋梁付近で法面が損壊したため[23]、佐貫町駅 - 浜金谷駅間が19日まで運休となる[24]。
- 2015年（平成27年）3月14日：特急「さざなみ」が平日朝上り・夜下りのみの運転となる[25]。代替として平日に特別快速を東京駅 - 館山駅間に1往復新設[25][注 3]。
- 2017年（平成29年）
  - 3月3日：東京駅 - 館山駅間の特別快速の運転をこの日限りで終了[26]。
  - 3月4日：この日より日中時間帯は木更津駅を境に一部列車の運転系統を分割、これにより千葉駅 - 木更津駅間の日中時間帯運転本数が、毎時4本から3本に減便、朝夕の一部普通列車の減便・運転区間縮小[26]。
- 2018年（平成30年）1月6日：「BOSO BICYCLE BASE」によるサイクルトレイン「B.B.BASE内房」を両国駅 - 和田浦駅間で運行開始[27]。
- 2020年（令和2年）11月19日：津波避難誘導看板の設置が完了[28]。
- 2021年（令和3年）3月13日：木更津駅 - 安房鴨川駅間において、E131系の投入とワンマン運転、外房線（安房鴨川駅 - 上総一ノ宮駅間）との直通運転開始[29]。
- 2022年（令和4年）6月11日：蘇我駅 - 姉ケ崎駅開業110周年記念の団体臨時列車が千葉駅 - 館山駅を往復（DE10形ディーゼル機関車が12系客車を牽引）[30]。
- 2026年（令和8年）7月1日（予定）：支社制から事業本部制への再編に伴い、全線の管轄がこれまでの千葉支社から房総事業本部に変更される[31]。

## 運行形態
普通列車を中心としたダイヤ編成となっている。起点の蘇我駅を終点・始発とする列車は設定されておらず、京葉線への直通列車を除く全ての普通・快速列車が外房線千葉駅まで乗り入れている。また、快速列車は千葉駅から総武快速線に乗り入れて東京方面への直通運転を行っている。さらに、特急列車と一部の普通列車（快速含む）は蘇我駅から京葉線へ乗り入れて東京駅発着で運行される。
| 系統           | 直通先        | 千葉  | …     | 蘇我  | …           | 木更津      | 木更津      | 君津        | 君津        | …           | 安房鴨川    | 備考・直通先            |
| -------------- | ------------- | ----- | ----- | ----- | ----------- | ----------- | ----------- | ----------- | ----------- | ----------- | ----------- | ----------------------- |
| 総武線直通快速 | ←横須賀線逗子 | 1本   | 1本   | 1本   | 1本         | 1本         | 1本         | 1本         |             |             |             |                         |
| 内房線普通     |               | 1-2本 | 1-2本 | 1-2本 | 1-2本       | 1-2本       | 1-2本       | 1-2本       |             |             |             | 大半2本                 |
| 内房線普通     |               | 0-1本 | 0-1本 | 0-1本 | 0-1本       | 0-1本       |             |             |             |             |             | 君津発着が1本の場合のみ |
| 内房線普通     |               |       |       |       |             |             | 1本         | 1本         | 1本         | 1本         | 1本         | 外房線上総一ノ宮→       |
| 外房線普通     |               | 1本   | 1本   | 1本   | 上総一ノ宮→ | 上総一ノ宮→ | 上総一ノ宮→ | 上総一ノ宮→ | 上総一ノ宮→ | 上総一ノ宮→ | 上総一ノ宮→ |                         |
| 外房線普通     |               | 1本   | 1本   | 1本   | 茂原→       | 茂原→       | 茂原→       | 茂原→       | 茂原→       | 茂原→       | 茂原→       |                         |
| 外房線普通     |               | 1本   | 1本   | 1本   | 成東→       | 成東→       | 成東→       | 成東→       | 成東→       | 成東→       | 成東→       |                         |

### 優等列車
京葉線の東京駅から君津駅まで特急「さざなみ」が運転されている。かつては特急「ビューさざなみ」や、朝の上りに「おはようさざなみ」、夕方下りに「ホームタウンさざなみ」が運転されていたが、2005年12月10日のダイヤ改正で「さざなみ」に統一された。また、臨時列車であるが、週末に特急「新宿さざなみ」（主に新宿駅 - 館山駅間）が運転されている。
かつては千倉駅まで運転する列車もあった。また、かつては停車パターンが列車ごとに異なっていた。2015年3月14日のダイヤ改正で、特急「さざなみ」の定期運用では全ての列車が平日に東京駅 - 君津駅間での運転に統一され、君津駅 - 館山駅間の特急列車の運用は土曜・日曜・祝日の臨時特急「新宿さざなみ」のみとなった。減便並びに区間短縮の背景には、東京湾アクアライン・館山自動車道・富津館山道路の開通、およびそれに伴う高速バス路線の開設・増便による鉄道利用客の減少がある。

### 地域輸送

#### 普通

##### 千葉駅 - 君津駅間
この区間の普通列車は、日中は主に千葉駅 - 木更津駅・君津駅間で運転されている。横須賀・総武線快速直通列車も合わせると1時間に3本程度（巌根駅を除く）運行されている。朝夕は、姉ヶ崎駅・上総湊駅・館山駅発着と千倉駅発の列車も運転されている。2021年3月までは、安房鴨川までの内房線全線を走破する普通列車が存在したが、系統分離により廃止された。さらに、2023年3月の改正で千倉行きも廃止された。
かつては4・6・8・10両と列車によって編成両数はまちまちだったが、2021年3月のダイヤ改正以降は209系2000・2100番台で運転される列車は原則8両編成となり、夜間に設定されている京葉線用の京葉車両センター所属編成で運転される列車が10両編成であることを除けば両数がほぼ統一された。

##### 木更津駅 - 館山駅 - 安房鴨川駅間
日中は、木更津駅 - 外房線上総一ノ宮駅間の列車が運転され、横須賀・総武線快速と君津駅で連絡している。
普通列車は主に千葉駅 - 館山駅間と館山駅 - 安房鴨川駅間の系統に分かれていたが、2017年3月4日のダイヤ改正で日中時間帯は木更津駅・君津駅を跨いで運行される列車の運転が無くなり、横須賀・総武線快速と木更津駅 - 館山駅間の普通列車が君津駅で連絡する形となった。
2021年3月13日のダイヤ改正で木更津以南の系統がE131系2・4両によるワンマン運転に変更された。館山駅を跨いで木更津駅と安房鴨川駅間を直通する列車が増加し、さらにその列車のほとんどが安房鴨川駅を越えて木更津駅 - 外房線上総一ノ宮駅間において直通運転するようになった。朝夕に設定されていた千葉発着列車は君津駅 - 上総湊駅間では増発された一方、上総湊駅 - 館山駅 - 千倉駅間では朝の上り、夜の下りのみの運行へ大幅に削減された。
前述の通り、編成両数は列車によってまちまちだったが、2021年3月の改正により209系は原則8両編成に統一された。E131系による列車は2・4両編成で運転されている。
2015年3月14日改正までは館山駅 - 君津駅間を普通列車で運転し、君津駅 - 東京駅間を特急「さざなみ」として運転する列車が設定されていた。

#### 快速
快速が停車する各駅については、案内放送や駅の表示などで「総武線経由」「京葉線経由」を表示し、誤乗を防いでいる。

##### 横須賀・総武快速線直通（快速）
総武線快速が朝の1往復のみ木更津駅発着である以外は君津駅まで乗り入れている。内房線内では巌根駅を除く各駅に停車する。グリーン車付き15両編成または11両編成での運転である。15両編成で横須賀駅および久里浜駅発着の列車は付属編成4両を逗子駅で増解結する。
運転本数は一部時間帯を除き1時間に1本で、1972年の設定当初は千葉駅 - 木更津駅間の停車駅は五井駅のみだったが、ダイヤ改正を重ねるにつれて停車駅が増えていき、1990年時点の千葉駅からの停車駅は蘇我駅・八幡宿駅・五井駅・姉ケ崎駅・木更津駅となっていた（ラッシュ時のみ長浦駅にも停車）。その後も沿線自治体による快速停車の陳情で、徐々に停車駅が増えていき、2001年12月1日の改正でラッシュ時のみ袖ケ浦駅に停車、2004年10月16日からは長浦駅・袖ケ浦駅に終日停車し、2009年3月のダイヤ改正では浜野駅、2010年12月4日のダイヤ改正から本千葉駅にも停車するようになり、千葉駅 - 木更津駅間の通過駅は巌根駅のみとなっている。
2015年3月14日のダイヤ改正では特急「さざなみ」の減便による代替として一部の普通列車が総武快速線直通の快速となり、千葉駅発木更津駅行きの列車（巌根駅は通過）も朝に下り1本のみ新設された。2017年3月4日のダイヤ改正では特別快速の廃止に伴って増発が行われ、この時点で終日に渡り総武線快速が1時間に1本以上運転されるようになった。
2021年3月13日改正までは、上り列車のみ姉ヶ崎駅で先行する普通列車を追い抜いていた。

##### 京葉線直通（快速・普通）
京葉線直通の快速・普通が朝夕に運転されており、内房線内では巌根駅を含む全駅に停車する。グリーン車なし全車ロングシート10両編成での運転である。2025年3月15日改正時点で平日・土休日ダイヤともに朝に上り2本（上総湊・君津始発が各1本ずつ）、夜間に下り1本（君津行き）が運転されている。
1990年3月10日から運転開始。当初、京葉線直通の快速は内房線の蘇我駅 - 木更津駅間は浜野駅、袖ケ浦駅、巌根駅を通過していた。2015年3月14日のダイヤ改正より巌根駅も停車駅となり、内房線内は各駅に停車している。
このほか、京葉線東京発着の普通列車が朝に上り1本、夜間には上り2本・下り4本運転されている。

### 過去の列車

#### 通勤快速（京葉線直通）
1990年3月10日から2024年3月15日まで京葉線直通の通勤快速が運転されていた。当初は朝に君津発東京行き、夕方に東京発君津行きが設定された。後に上総湊発東京行きが設定された。
快速と同じく、京葉線直通の通勤快速は内房線の蘇我駅 - 木更津駅間は浜野駅、袖ケ浦駅、巌根駅を通過していた。巌根駅が停車駅となった2015年3月14日のダイヤ改正より内房線内は各駅に停車している。

#### 快速（千葉駅発着）
1955年から1969年までは千葉駅ないしは新宿駅発内房線・外房線回り千葉行きの循環列車が1日1本、快速として設定されていた（「さざなみ (列車)#戦後優等列車の運行開始」「わかしお (列車)#優等列車運行の創始」を参照）。
1975年3月10日のダイヤ改正では千葉駅 - 館山駅間に快速が1日1往復設定された。「総武快速」と呼ばれている東京駅 - 千葉駅間の快速と区別するため、この快速は「千葉快速」と呼ばれた。朝に上り、夜に下りが運転され、当初の停車駅は千葉駅・五井駅・木更津駅・君津駅・大貫駅・上総湊駅・浜金谷駅・安房勝山駅・岩井駅・富浦駅・館山駅だったが、1978年10月2日のダイヤ改正で八幡宿駅・姉ケ崎駅・巌根駅、1979年10月1日のダイヤ改正で蘇我駅が停車駅に追加され、1981年10月1日のダイヤ改正で普通列車に格下げされる形で廃止された。
1991年頃、千葉駅 - 木更津駅・君津駅間にて普通列車の一部を快速列車に置き換え、これにより総武快速線直通の快速とは別に日中時間帯に1時間に1本程度、内房線ローカルの快速が走ったことがあったが（蘇我駅 - 木更津駅間は総武快速線直通と合わせると快速が毎時2本の運転となる）、1年後のダイヤ改正で普通列車に戻された。なお、使用車両は千葉始発の普通列車と同じであった。
なお、前述のとおり現在でも下りのみ千葉駅始発木更津駅行きの快速が総武快速線の車両で1本運転されている。

#### 総武快速線直通（特別快速）
2015年3月14日のダイヤ改正で、東京駅 - 館山駅間に総武快速線直通の特別快速が設定された（運転開始は月曜日の16日から）。運転本数は平日のみに1日1往復であり、東京駅 - 館山駅間の停車駅は、錦糸町駅・船橋駅・津田沼駅・千葉駅・蘇我駅・五井駅・木更津駅・君津駅・佐貫町駅・浜金谷駅・保田駅・岩井駅・富浦駅で、錦糸町駅 - 館山駅間の停車駅は従来の特急「新宿さざなみ」と同一である。車両の編成長は東京駅 - 木更津駅間では15両（グリーン車2両連結）、木更津駅 - 館山駅間では4両（グリーン車連結なし）編成である。
2017年3月4日のダイヤ改正（最終運行は前日の3日）をもって登場からわずか約2年で運転を取り止めた。

#### 幕張行き普通列車
1970年代後半頃（正確な期間は不明）、朝に1本、幕張行きが113系6両編成で設定されていた。津田沼駅 - 千葉駅間の複々線化前であるので、必要であれば途中駅に停車できた。

## 使用車両
現在は全て電車で運転されている。

### 特急列車
- E257系500番台（幕張車両センター所属）
  - 2004年運用開始[40]。かつては10両編成での運転もあったが、現在の定期運用では5両編成のみ。

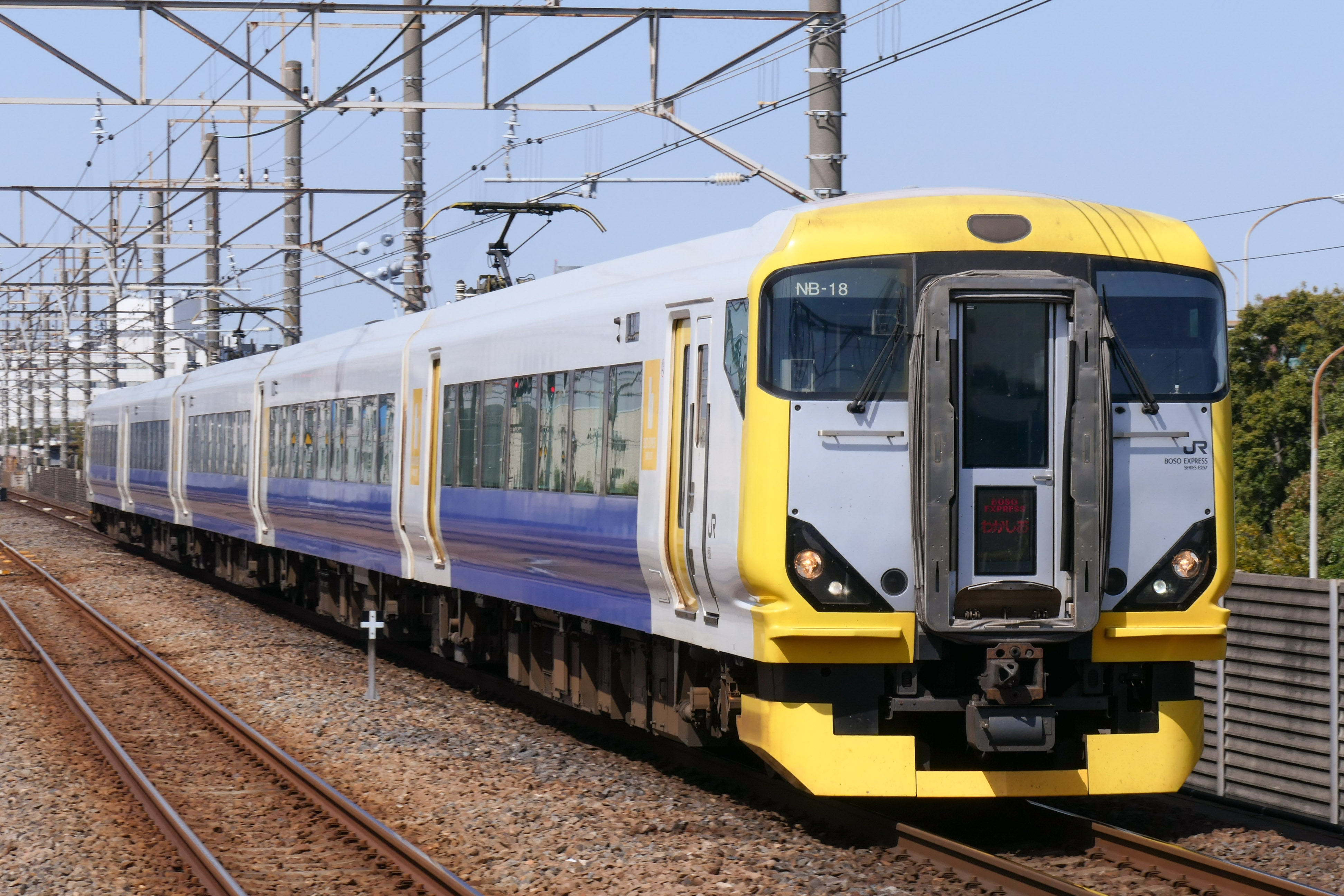
E257系500番台

### 普通列車
- 209系2000番台・2100番台（幕張車両センター所属）
  - 2009年運用開始[19]。先頭車がセミクロスシート、中間車がロングシートの編成で、現在は4・6・8両編成で運行されている。2021年までは10両編成でも使用されていた。
- E131系0番台（幕張車両センター所属）
  - 2021年3月13日から木更津駅 - 安房鴨川駅間で運行開始[29][41]。2両または4両編成で運行される。
- E235系1000番台（鎌倉車両センター所属）
  - 2020年12月21日運用開始[42]。千葉駅 - 君津駅間で横須賀・総武快速線直通列車に使用される。11両または15両編成で運行され、15両編成の場合は横須賀線逗子駅以南では久里浜駅寄り4両が逗子駅で増解結される。
- 209系500番台・E233系5000番台（京葉車両センター所属）
  - 209系500番台は2010年3月、E233系5000番台は2010年7月運用開始[43]。京葉線直通列車のほか、間合い運用で夜間の千葉駅 - 木更津駅・君津駅間の一部列車にも使用されている。10両編成で運行されており、E233系の貫通編成が足りない場合は、分割編成が代走することがある。

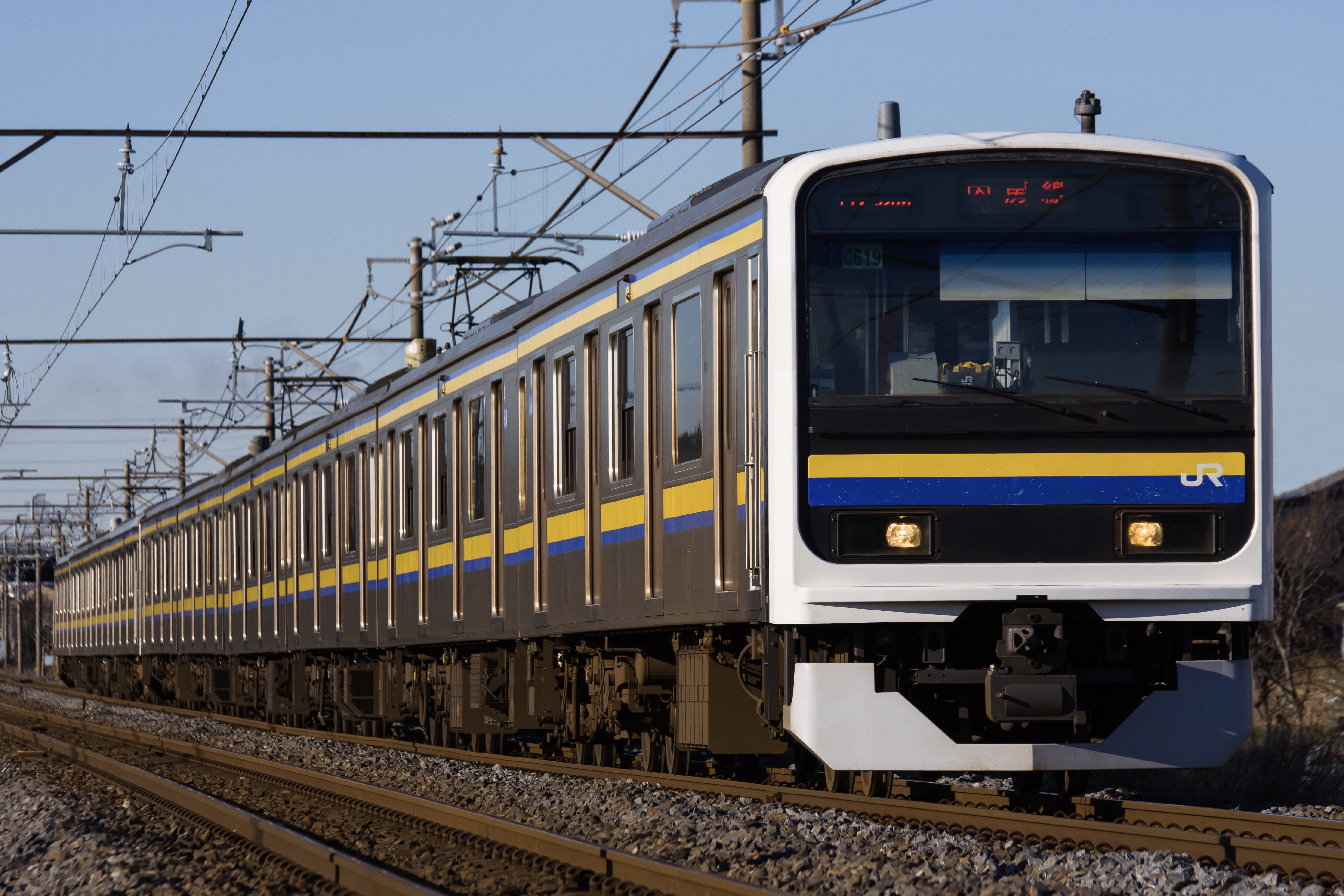
209系2000・2100番台
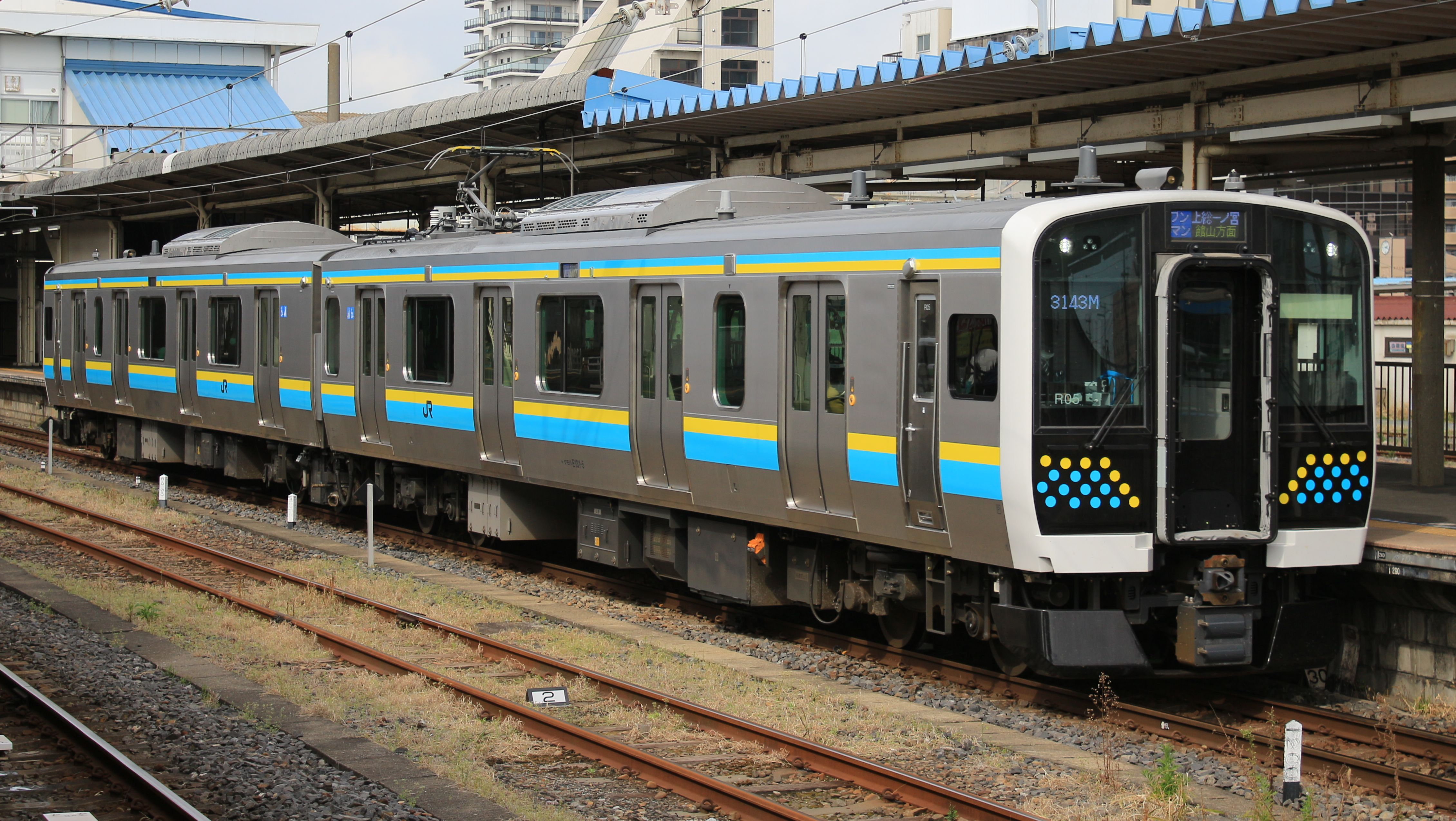
E131系
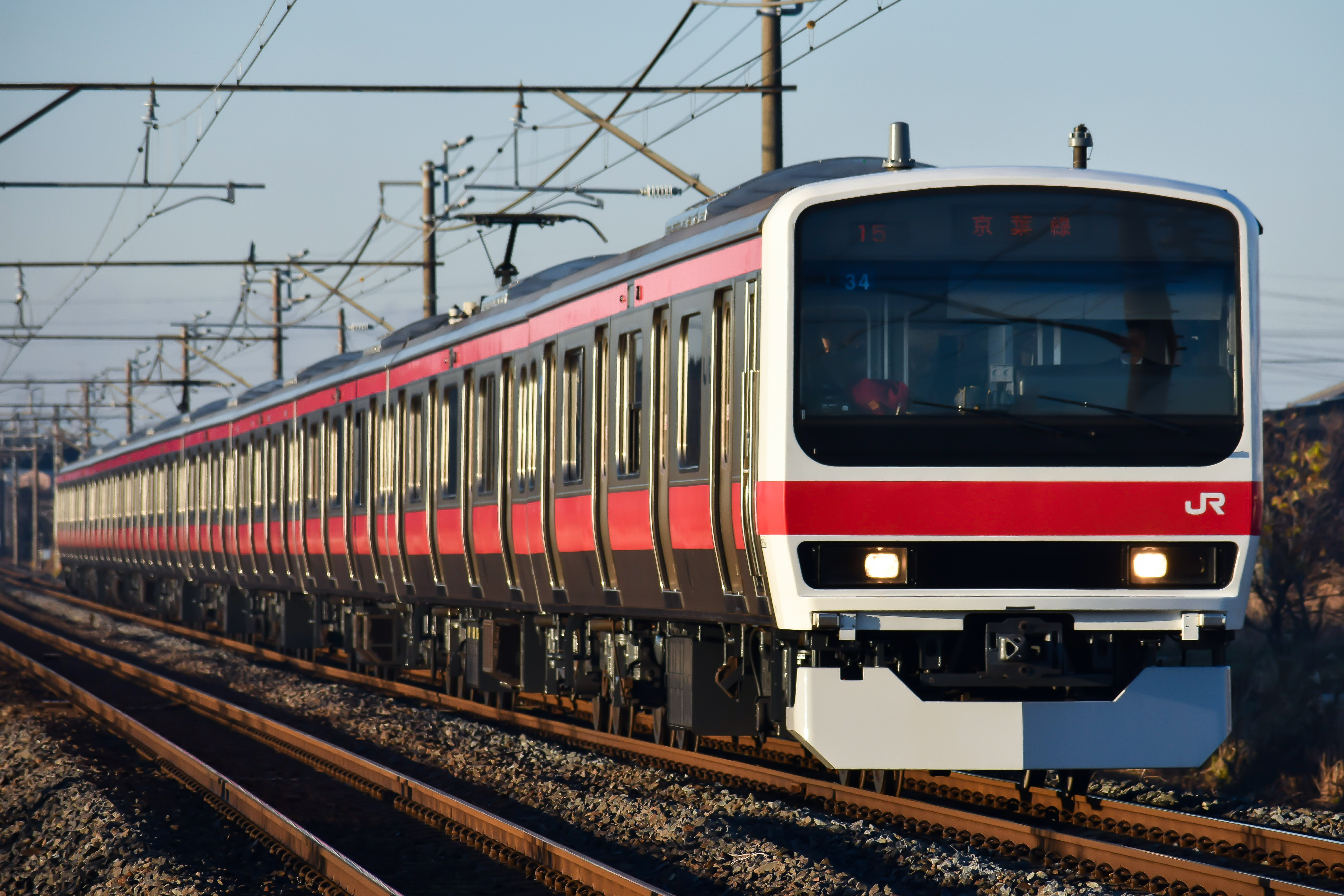
209系500番台
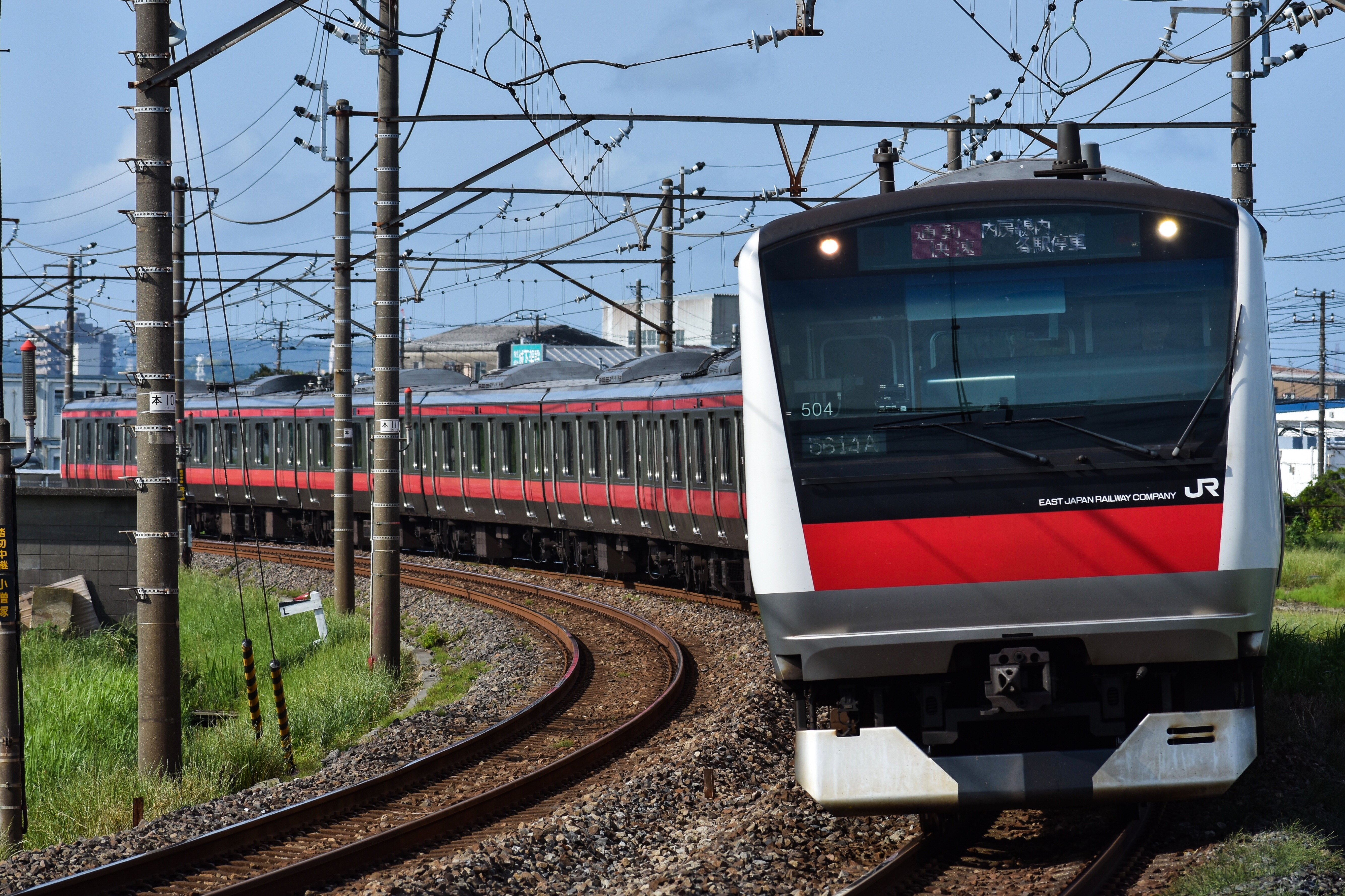
E233系5000番台

### 過去の使用車両

#### 気動車
- キハ42200形（天然ガス動車）
- キハ10系
- キハ20系
- キハ30系[44]
- キハ45系
- キハ55系（準急・急行・普通）
- キハ58系（準急・急行・普通）[44]

これら上記以外で、国鉄時代には千葉鉄道局所属のみの車両では手持ちが少ない事を理由に夏期限定で、海水浴臨時快速列車（房総循環）には各製造会社より試運転前提で北海道・東北・新潟・北陸・近畿・中国・四国・九州向けの新車やその他局からの車両が応援で房総地区の路線を走行した。その中には北海道専用キハ56形、碓氷峠（横軽）対策キハ57形、準急日光用キハ55形。中央西線用キハ65形、千葉無配置で他線区向け2基エンジン搭載のキハ58形の新車、同じ仕様でキハ20形をベースとしたキハ52形、そして通勤用キハ30・35・36形の他線区向け新車もあった。

#### 電車
- 72系（32系からの改造車を含む） - 1968年運用開始。1976年運用終了[44]。
- 113系（総武線快速・普通） - 1969年運用開始。2011年に運用終了。
- 153系（急行） - 1975年運用開始。急行「内房」号などで使用された。1982年に定期運用終了。
- 165系（急行・普通） - 1969年運用開始。急行「なぎさ」号などで使用された。1982年に定期運用終了。
- 183系（特急・普通） - 1972年運用開始。特急「さざなみ」号などで使用された[44]が、2005年に定期運用を終了し、以後は波動用として団体臨時列車等に限定して運用された。
- 255系（特急） - 1993年運用開始。2024年に定期運用を終了し、以後は臨時列車で運用された。
- 205系（通勤快速・京葉線快速・普通） - 1990年の京葉線東京駅 - 新木場駅間の全線開通時から運用開始。京葉線直通および間合い運用。2011年に定期運用終了。
- 211系3000番台 - 2006年運用開始。2011年に定期運用終了。
- E217系（総武線快速・普通） - 1994年運用開始。2025年に定期運用終了[45]。2015年3月から2017年3月まで設定されていた特別快速にも使用された。

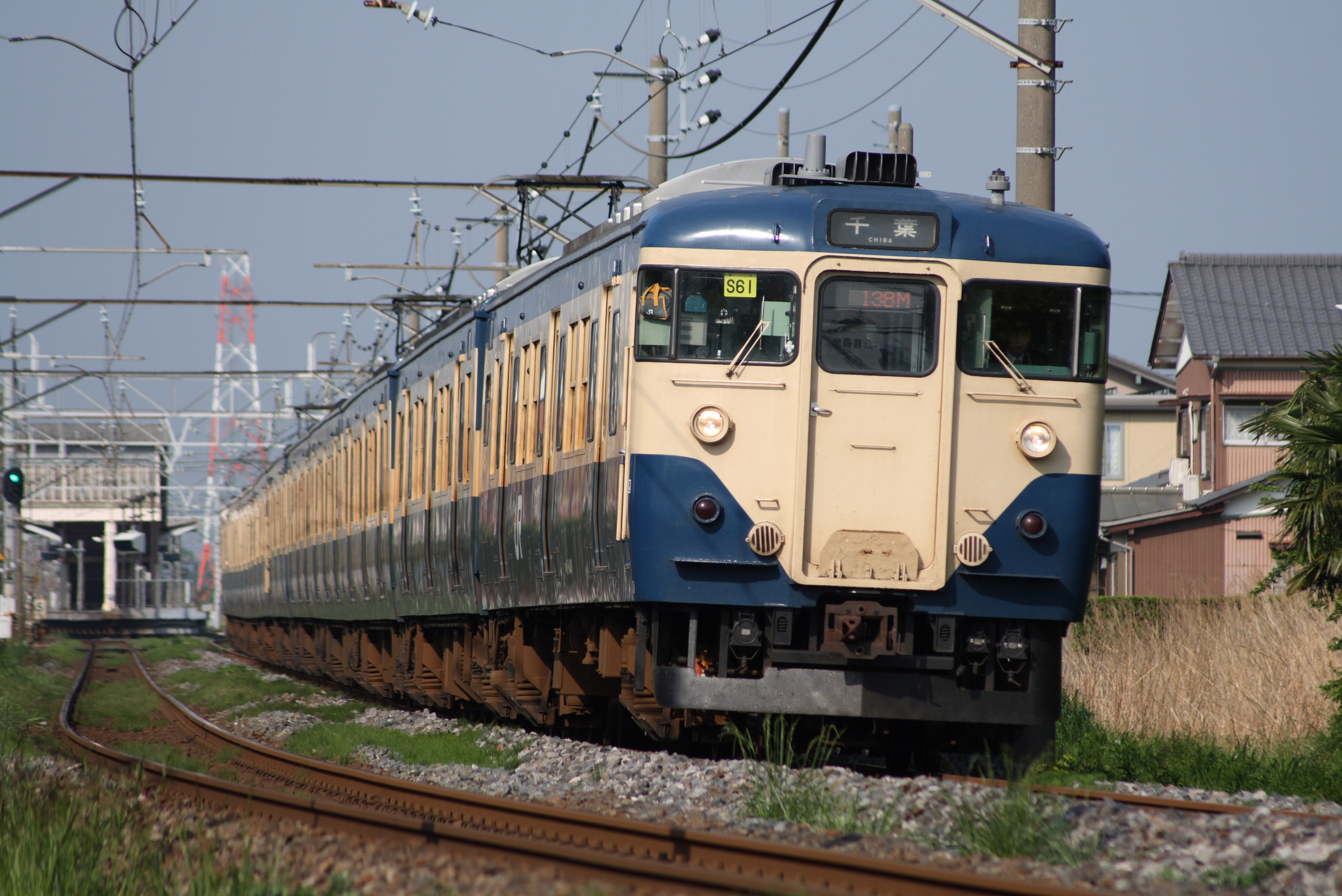
113系
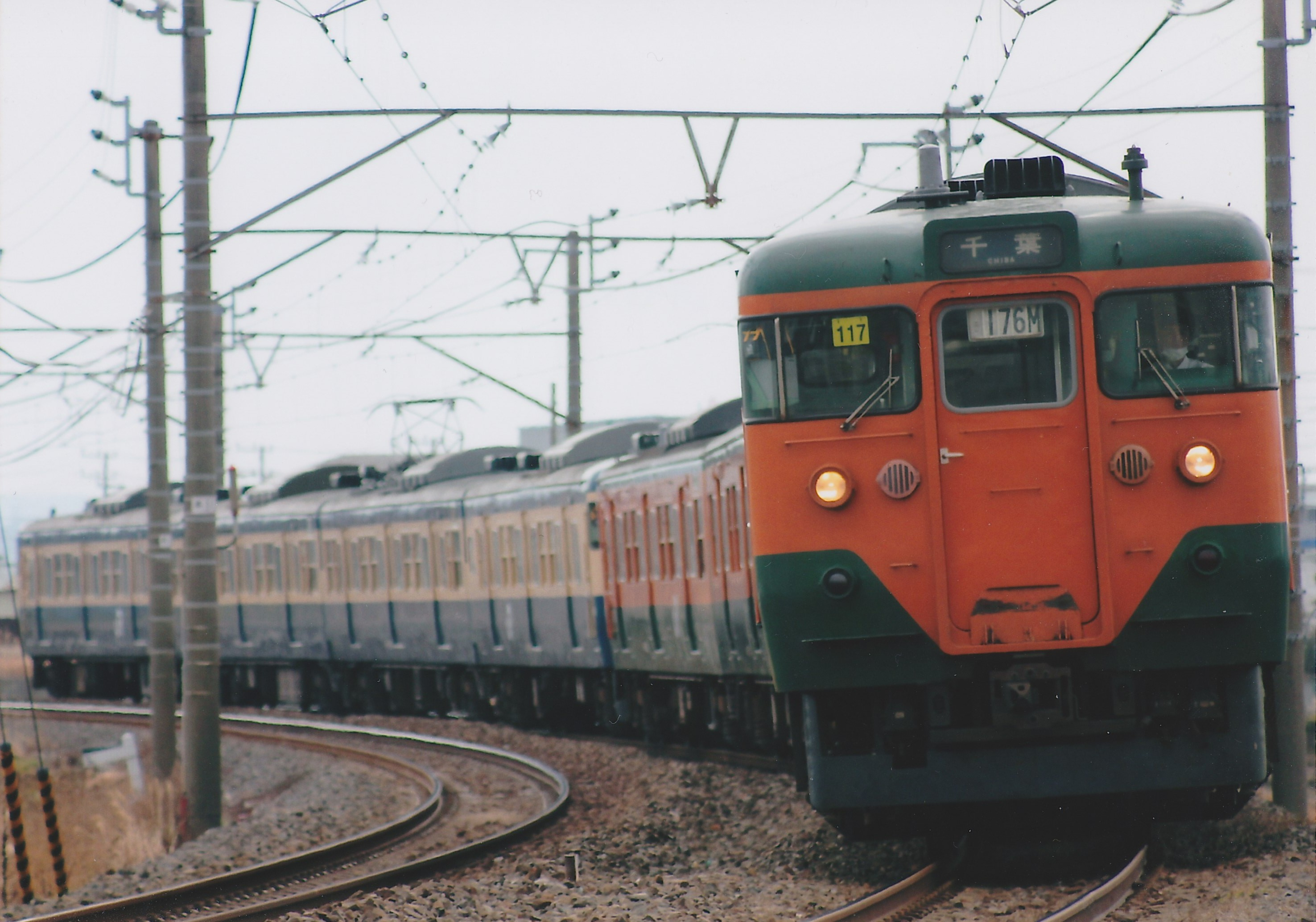
113系湘南色・横須賀色
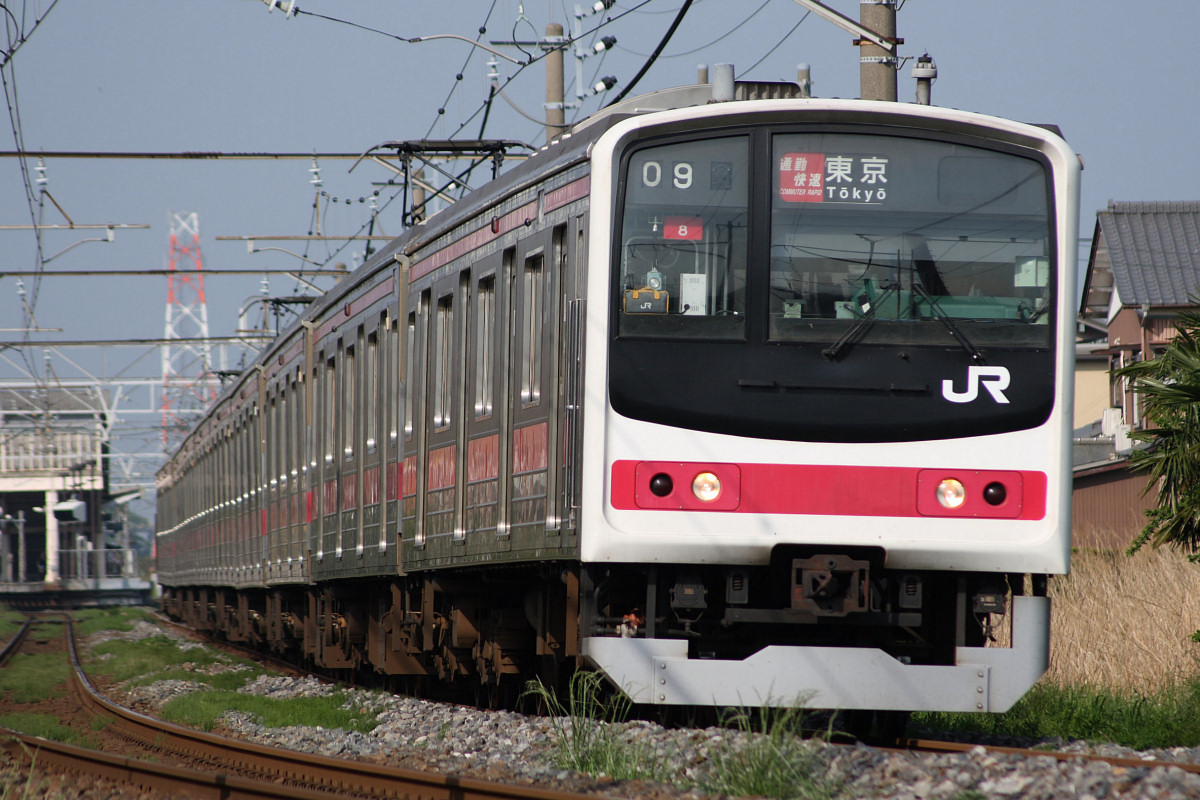
京葉線直通列車に使用されていた205系
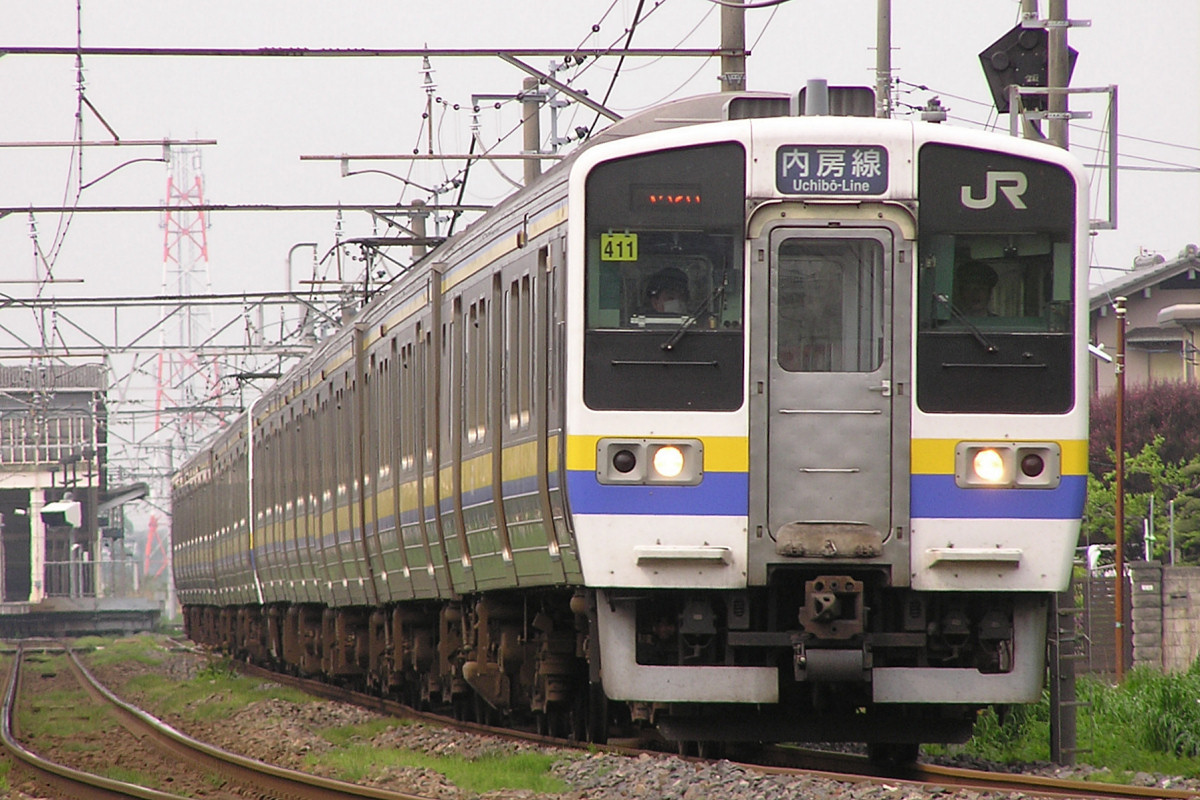
211系
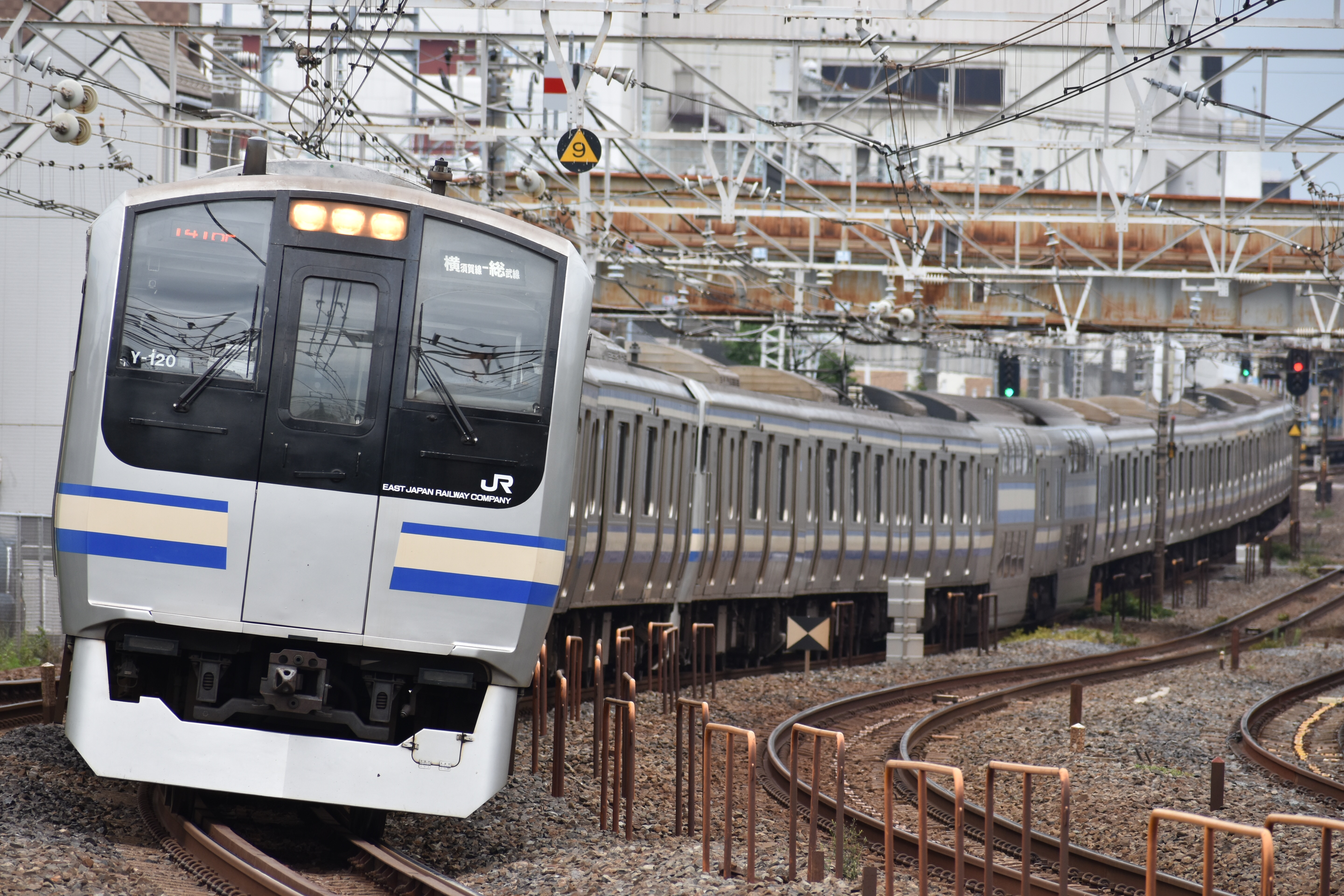
E217系

## 沿線概況

### 千葉駅 - 君津駅間
内房線の正式な起点は蘇我であり、千葉駅 - 蘇我駅間は外房線となっている。しかし、内房線の普通列車は千葉駅を発着駅とするため、JRの旅客案内やウェブサイトでの乗換案内では内房線の（事実上の）起点は千葉との案内表記が多く、千葉駅 - 蘇我駅間は内房線・外房線が共用している状態となっている。
この区間は東京や千葉の通勤圏であるとともに京葉工業地域でもある。沿線は住宅地に囲まれているが、この区間でも利用者数が減少し、1992年度の平均通過人員(人/日)が75,979人だったのに対し、新型コロナウイルス感染拡大以前の2017年度は56,978人と約25%減少している。利用者が増加中の駅は浜野駅と袖ケ浦駅のみである。利用者の利便性向上のために、2004年から長浦駅・袖ケ浦駅、2009年から浜野駅には快速・通勤快速が終日停車するようになった。
東京や千葉市都心部への通勤・通学利用が多く、千葉駅発着の普通列車のほかに、総武線や京葉線に直通する快速が設定されており、同区間から東京都心まで1本の列車でアクセスできる。以前は京葉線直通の通勤快速も運行されており、この通勤快速は京葉線内での通過駅が多いこともあって、所要時間を大幅に短縮していたが、2024年3月16日のダイヤ改正で廃止された。ただし、東京駅の京葉線地下ホームは地上ホームと離れているため、乗り換えには時間がかかる。
利用者が多い区間のため、特急を除いた（日中時間帯に定期の特急列車は運行されていない）日中の君津駅までの運行本数は1時間に3本（木更津駅 - 館山駅間の列車含む）であり、日中でも総武線快速が直通運転として君津駅まで乗り入れている。

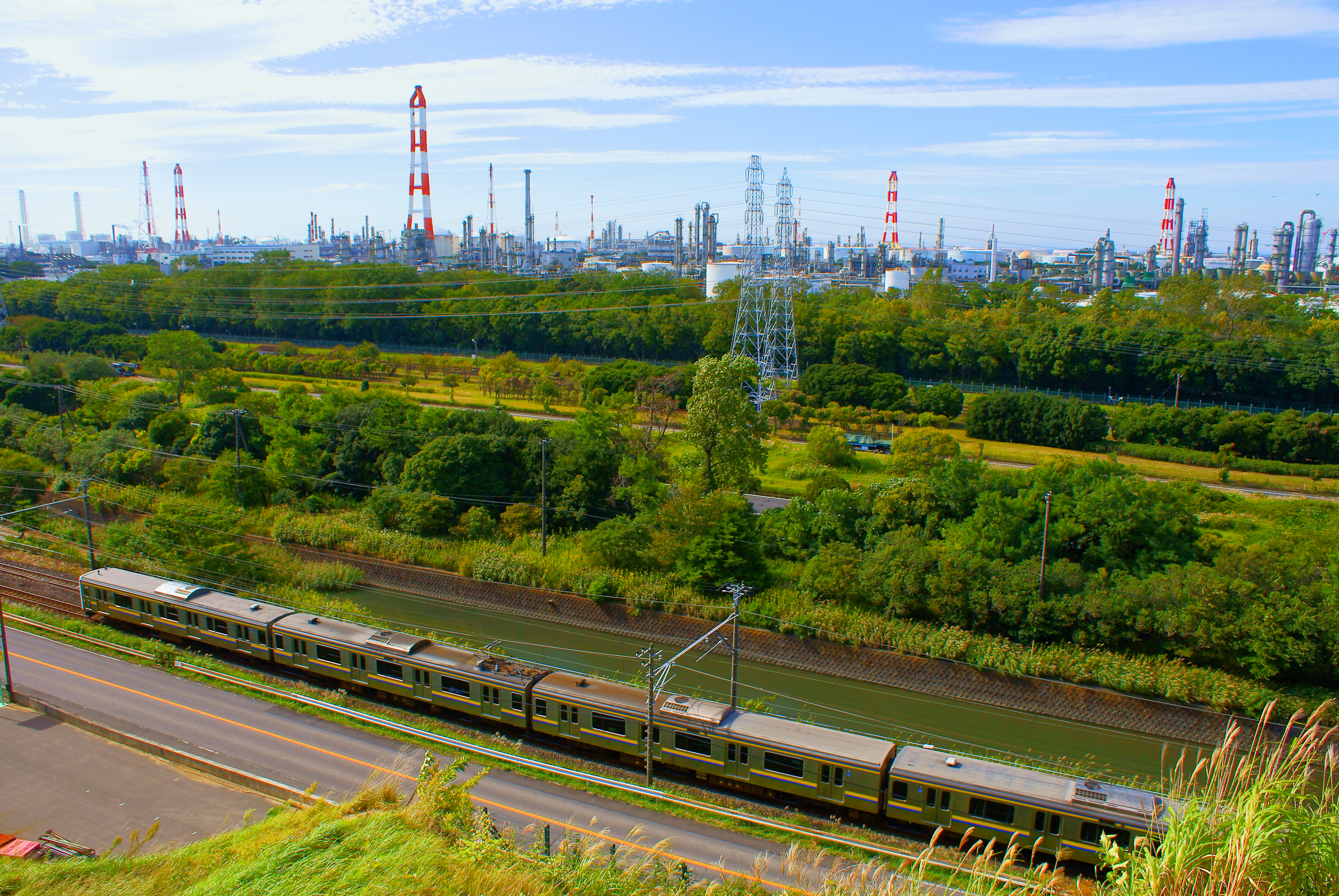
多数の石油化学プラントが立ち並ぶ京葉工業地域を走る内房線の209系。 （2014年10月3日撮影）

### 君津駅 - 館山駅間
君津駅以南は東京湾と房総丘陵の間のわずかな平地を、東京湾の沿岸に寄り添う形で走行する。沿線にはマザー牧場・鋸山などの観光スポットや、多数の海水浴場が点在する。また館山は南房総における観光拠点の一つであり、観光アクセスとしての役割が目立つ区間である。海岸沿いを走行するため、風の影響を受けやすく、しばしば運休する。複数ある風規制区間のうち、特に運転中止になりやすい佐貫町駅 - 上総湊駅間では、防風柵の設置が行われ、2012年3月21日に完成したが、それ以外の区間でも風規制になることも多く、線区全体での対策が求められている。
この区間の沿線人口は少なく、館山市街地以外は集積した市街地がないため、乗車人員が300 - 400人程度の駅が連続する。君津駅を境界として利用者数の極端な段差があり、君津駅以南の普通列車は日中は1時間に1本で、路線も単線となる。また、この区間の普通列車は、2017年3月4日のダイヤ改正により日中は千葉駅への直通運転がなくなり、木更津駅 - 館山駅間の運行となり、君津・木更津以北の系統と分断されたが、前述の通り、2021年3月13日のダイヤ改正でE131系を使用したワンマン運転列車が導入され、館山駅を跨いで木更津駅と安房鴨川駅間を直通する列車が増加した。
同区間を通過する観光利用者数は減少傾向にある。東京湾アクアラインの通行料金値下げ、館山自動車道・富津館山道路・国道127号館山バイパスの開通により、東京から南房総への往来は自動車の比率が劇的に高まり、これが君津駅以南の観光利用客を減少させる結果となった。平日日中の特急「さざなみ」が、定期列車から臨時列車に変更されたのが代表例である。逆に高速道路網が茂原市までしかない外房線沿線は、鉄道利用が主体となっている。現在でも、外房線の特急「わかしお」はほとんどが東京駅から勝浦駅または安房鴨川駅まで運転され、朝夕には千葉駅から勝浦方面へ直通する普通列車が運行されている。

### 館山駅 - 安房鴨川駅間
館山駅より先は進路を東に変えて、外房線と連絡する安房鴨川駅を目指す。この区間は基本的に普通列車のみが運行され、ほとんどの列車は安房鴨川駅を跨いで木更津駅と外房線上総一ノ宮駅間で運行されるワンマン運転の列車である。
千倉駅 - 安房鴨川駅間は外房の海である太平洋の沿岸に寄り添って進み、海水浴場やマリンスポット・マリンリゾートの海洋レジャー施設が多くなる。
この区間における利用者は少なく、館山駅 - 安房鴨川駅間の両都市間の相互移動と、南房総の観光の入り口の一つである千倉駅への観光利用のほか、地元住民の利用では安房拓心高等学校の最寄である南三原駅への通学利用や、鴨川市にある亀田総合病院への通院利用が中心である。

## 駅一覧
- 停車駅
  - 普通…全駅に停車
  - 快速…●印の駅に停車、｜印の駅は通過、△印は停車・東京方向のみ運行。
  - 特急…「さざなみ (列車)」参照
- 線路 … ||：複線区間、◇・｜：単線区間（◇は列車交換可能）、∨：これより下は単線
- 全駅千葉県内に所在。
- 接続路線：東日本旅客鉄道の路線名は運転系統上の名称（正式路線名とは異なる）。駅名が異なる場合は⇒印で駅名を示す。
- 蘇我駅について、京葉線の駅ナンバリングはこの駅のみ割り振られていない。

| 路線名     | 駅名     | 営業キロ | 営業キロ | 営業キロ | 総武線 快速 | 京葉線 快速                                         | 接続路線・備考 | 線路          | 所在地        |
| 路線名     | 駅名     | 駅間     | 累計     | 累計     | 総武線 快速 | 京葉線 快速                                         | 接続路線・備考 | 線路          | 所在地        |
| 路線名     | 駅名     | 駅間     | 蘇我から | 千葉から | 総武線 快速 | 京葉線 快速                                         | 接続路線・備考 | 線路          | 所在地        |
| ---------- | -------- | -------- | -------- | -------- | ----------- | --------------------------------------------------- | --- | ------------- | ------------- |
| 外房線     | 千葉駅   | -        | 3.8      | 0.0      | ●           | 京葉線直通                                          | 東日本旅客鉄道： 総武線（快速）(JO 28)（横須賀線久里浜駅まで直通運転）・ 総武線（各駅停車）(JB 39)・■総武本線（成東方面）・■ 成田線 千葉都市モノレール： 1号線・ 2号線 (CM03) 京成電鉄： 千葉線 ⇒ 京成千葉駅 (KS59) | \|\|          | 千葉市 中央区 |
| 外房線     | 本千葉駅 | 1.4      | 2.4      | 1.4      | ●           | 京葉線直通                                          | | \|\|          | 千葉市 中央区 |
| 外房線     | 蘇我駅   | 2.4      | 0.0      | 3.8      | ●           | ●                                                   | 東日本旅客鉄道：■京葉線（東京駅まで直通運転）・■外房線（大網方面） 京葉臨海鉄道：臨海本線（貨物線） | \|\|          | 千葉市 中央区 |
| 内房線     | 蘇我駅   | 2.4      | 0.0      | 3.8      | ●           | ●                                                   | 東日本旅客鉄道：■京葉線（東京駅まで直通運転）・■外房線（大網方面） 京葉臨海鉄道：臨海本線（貨物線） | \|\|          | 千葉市 中央区 |
| 浜野駅     | 3.4      | 3.4      | 7.2      | ●        | ●           |                                                     | \|\| |               | 千葉市 中央区 |
| 八幡宿駅   | 2.2      | 5.6      | 9.4      | ●        | ●           |                                                     | \|\| | 市原市        |               |
| 五井駅     | 3.7      | 9.3      | 13.1     | ●        | ●           | 小湊鉄道：小湊鉄道線                                | \|\| | 市原市        |               |
| 姉ケ崎駅   | 5.8      | 15.1     | 18.9     | ●        | ●           |                                                     | \|\| | 市原市        |               |
| 長浦駅     | 5.4      | 20.5     | 24.3     | ●        | ●           |                                                     | \|\| | 袖ケ浦市      |               |
| 袖ケ浦駅   | 3.9      | 24.4     | 28.2     | ●        | ●           |                                                     | \|\| | 袖ケ浦市      |               |
| 巌根駅     | 3.1      | 27.5     | 31.3     | ｜       | ●           |                                                     | \|\| | 木更津市      |               |
| 木更津駅   | 3.8      | 31.3     | 35.1     | ●        | ●           | 東日本旅客鉄道：■久留里線                           | \|\| | 木更津市      |               |
| 君津駅     | 7.0      | 38.3     | 42.1     | ●        | ●           |                                                     | ∨ | 君津市        |               |
| 青堀駅     | 3.7      | 42.0     | 45.8     |          | △           |                                                     | ◇ | 富津市        |               |
| 大貫駅     | 4.6      | 46.6     | 50.4     |          | △           |                                                     | ◇ | 富津市        |               |
| 佐貫町駅   | 4.1      | 50.7     | 54.5     |          | △           |                                                     | ◇ | 富津市        |               |
| 上総湊駅   | 4.4      | 55.1     | 58.9     |          | △           |                                                     | ◇ | 富津市        |               |
| 竹岡駅     | 5.1      | 60.2     | 64.0     |          |             |                                                     | ◇ | 富津市        |               |
| 浜金谷駅   | 3.8      | 64.0     | 67.8     |          |             | 鋸山ロープウェー ⇒ 鋸山山麓駅                       | ◇ | 富津市        |               |
| 保田駅     | 3.5      | 67.5     | 71.3     |          |             |                                                     | ◇ | 安房郡 鋸南町 |               |
| 安房勝山駅 | 3.3      | 70.8     | 74.6     |          |             |                                                     | ｜ | 安房郡 鋸南町 |               |
| 岩井駅     | 2.9      | 73.7     | 77.5     |          |             |                                                     | ◇ | 南房総市      |               |
| 富浦駅     | 6.1      | 79.8     | 83.6     |          |             |                                                     | ◇ | 南房総市      |               |
| 那古船形駅 | 2.3      | 82.1     | 85.9     |          |             |                                                     | ｜ | 館山市        |               |
| 館山駅     | 3.8      | 85.9     | 89.7     |          |             |                                                     | ◇ | 館山市        |               |
| 九重駅     | 5.8      | 91.7     | 95.5     |          |             |                                                     | ｜ | 館山市        |               |
| 千倉駅     | 4.9      | 96.6     | 100.4    |          |             |                                                     | ◇ | 南房総市      |               |
| 千歳駅     | 2.0      | 98.6     | 102.4    |          |             |                                                     | ｜ | 南房総市      |               |
| 南三原駅   | 3.6      | 102.2    | 106.0    |          |             |                                                     | ◇ | 南房総市      |               |
| 和田浦駅   | 4.6      | 106.8    | 110.6    |          |             |                                                     | ◇ | 南房総市      |               |
| 江見駅     | 4.6      | 111.4    | 115.2    |          |             |                                                     | ◇ | 鴨川市        |               |
| 太海駅     | 4.6      | 116.0    | 119.8    |          |             |                                                     | ｜ | 鴨川市        |               |
| 安房鴨川駅 | 3.4      | 119.4    | 123.2    |          |             | 東日本旅客鉄道：■外房線（上総一ノ宮駅まで直通運転） | ◇ | 鴨川市        |               |

1. ↑  成田線の正式な起点は総武本線佐倉駅だが、運転系統上は千葉駅に乗り入れている

- 2022年度の時点で、JR東日本自社による乗車人員集計[51]の除外対象となる駅（完全な無人駅）は、竹岡駅・那古船形駅・九重駅・千歳駅・和田浦駅・太海駅である。
- 市原市の構想として、五井駅 - 姉ケ崎駅間に島野駅（仮称）の設置が検討されている[52]。

## 利用状況

### 平均通過人員
各年度の平均通過人員（人/日）および旅客運輸収入は以下のとおりである。
| 年度                   | 平均通過人員（人/日） | 平均通過人員（人/日） | 平均通過人員（人/日） | 平均通過人員（人/日） | 旅客運輸収入（百万円） | 出典          |
| 年度                   | 全線                  | 蘇我 - 君津           | 君津 - 館山           | 館山 - 安房鴨川       | 旅客運輸収入（百万円） | 出典          |
| ---------------------- | --------------------- | --------------------- | --------------------- | --------------------- | ---------------------- | ------------- |
| 1987年度（昭和62年度） | 25,097                | 64,005                | 12,706                | 4,536                 |                        | [ 53 ]        |
| 2011年度（平成23年度） | 20,408                | 56,542                | 4,398                 | 1,844                 |                        | [ 53 ]        |
| 2012年度（平成24年度） | 20,667                | 57,344                | 4,443                 | 1,788                 |                        | [ 53 ]        |
| 2013年度（平成25年度） | 20,892                | 57,906                | 4,508                 | 1,853                 |                        | [ 53 ]        |
| 2014年度（平成26年度） | 20,500                | 56,938                | 4,363                 | 1,771                 |                        | [ 53 ]        |
| 2015年度（平成27年度） | 20,566                | 57,222                | 4,271                 | 1,827                 |                        | [ 53 ]        |
| 2016年度（平成28年度） | 20,447                | 56,995                | 4,216                 | 1,725                 | 8,487                  | [ 54 ] [ 55 ] |
| 2017年度（平成29年度） | 20,335                | 56,978                | 3,988                 | 1,671                 |                        | [ 55 ]        |
| 2018年度（平成30年度） | 20,483                | 57,566                | 3,921                 | 1,621                 |                        | [ 55 ]        |
| 2019年度（令和元年度） | 20,042                | 56,624                | 3,599                 | 1,596                 |                        | [ 55 ]        |
| 2020年度（令和02年度） | 14,864                | 41,879                | 2,711                 | 1,245                 | 5,750                  | [ 55 ]        |
| 2021年度（令和03年度） | 16,057                | 45,283                | 2,892                 | 1,350                 | 6,347                  | [ 56 ]        |
| 2022年度（令和04年度） | 17,307                | 48,953                | 3,090                 | 1,327                 | 7,045                  | [ 57 ]        |
| 2023年度（令和05年度） | 18,191                | 51,576                | 3,158                 | 1,381                 | 7,547                  | [ 58 ]        |

### 収支・営業係数
平均通過人員が2,000人/日未満の線区における各年度の収支（運輸収入、営業費用）、営業係数、収支率は以下のとおりである。▲はマイナスを意味する。
なお、2019 - 2022年度（令和元 - 4年度）は2019年度（令和元年度）の平均通過人員が2,000人/日未満の線区が開示対象となっていたが、2023年度（令和5年度）は同年度の平均通過人員が2,000人/日未満の線区が開示対象となっている。
| 年度                   | 収支（百万円） | 収支（百万円） | 収支（百万円） | 営業 係数 （円） | 収支率 | 出典   |
| 年度                   | 運輸 収入      | 営業 費用      | 計             | 営業 係数 （円） | 収支率 | 出典   |
| ---------------------- | -------------- | -------------- | -------------- | ---------------- | ------ | ------ |
| 2019年度（令和元年度） | 151            | 1,558          | ▲1,406         | 1,029            | 9.7%   | [ 59 ] |
| 2020年度（令和02年度） | 110            | 1,545          | ▲1,435         | 1,400            | 7.1%   | [ 59 ] |
| 2021年度（令和03年度） | 119            | 1,460          | ▲1,341         | 1,226            | 8.2%   | [ 60 ] |
| 2022年度（令和04年度） | 124            | 1,368          | ▲1,243         | 1,096            | 9.1%   | [ 61 ] |
| 2023年度（令和05年度） | 129            | 1,670          | ▲1,541         | 1,289            | 7.8%   | [ 62 ] |